# کروشنا (شهرستان گاروولین)
کروشنا (به لهستانی:  Kruszyna) یک روستا در لهستان است که در گمینا ترویانوو واقع شده‌است. کروشنا  ۱۴۰ نفر جمعیت دارد.